# مايك وودسون
مايك وودسون (بالإنجليزية: Mike Woodson)‏ مواليد 24 مارس 1958 في إنديانابوليس، هو لاعب كرة سلة أمريكي تحول إلى التدريب بعد الاعتزال بدأ مسيرته الاحترافية في سنة 1980 يدرب فريق لوس أنجلوس كليبرز في الرابطة الوطنية لكرة السلة. يبلغ طوله 6 قدم 5 بوصة (2.0 م). اعتزل اللعب في 1990.

## فرق لعب لها
- نيويورك نيكس
- بروكلين نتس
- سكرامنتو كينغز
- لوس أنجلوس كليبرز
- هيوستن روكتس
- كليفلاند كافالييرز

## روابط خارجية
- مايك وودسون على موقع إن بي أي (الإنجليزية)
- مايك وودسون على موقع سبورتس رفرنس (الإنجليزية)
- مايك وودسون على موقع كلية كرة السلة في سبورتس رفرنس.كوم (الإنجليزية)
- مايك وودسون على موقع ريلجم (الإنجليزية)
- مايك وودسون على موقع بروبوليرز (الإنجليزية)
- مايك وودسون على موقع سبورتس رفرنس (الإنجليزية)
- مايك وودسون على موقع كلية كرة السلة في سبورتس رفرنس.كوم (الإنجليزية)